# I. e. 182
Évszázadok: i. e. 3. század – i. e. 2. század – i. e. 1. század
Évtizedek: i. e. 230-as évek – i. e. 220-as évek – i. e. 210-es évek – i. e. 200-as évek – i. e. 190-es évek – i. e. 180-as évek – i. e. 170-es évek – i. e. 160-as évek – i. e. 150-es évek – i. e. 140-es évek – i. e. 130-as évek
Évek: i. e. 187 – i. e. 186 – i. e. 185 – i. e. 184 –  i. e. 183 – i. e. 182 – i. e. 181 – i. e. 180 – i. e. 179 – i. e. 178 – i. e. 177

## Események

### Róma
- Lucius Aemilius Paullust és Cnaeus Baebius Tamphilust választják consulnak. Mindkettőjüket a fellázadt ligurok ellen küldik, de jelentősebb összecsapásra nem kerül sor.
- Q. Fulvius Flaccus praetor Hispania Citerior provinciában elfoglalja a lázadó keltiberektől Urbicna városát.

### Hellenisztikus birodalmak
- Meghal I. Prusziasz bithüniai király. Utóda fia, II. Prusziasz.

## Születések
- VIII. Ptolemaiosz Euergetész, egyiptomi fáraó

## Halálozások
- I. Prusziasz Khólosz, bithüniai király

## Fordítás
- Ez a szócikk részben vagy egészben  a(z)   182 BC című angol Wikipédia-szócikk ezen változatának fordításán alapul.  Az eredeti cikk szerkesztőit annak laptörténete sorolja fel. Ez a jelzés csupán a megfogalmazás eredetét és a szerzői jogokat jelzi, nem szolgál a cikkben szereplő információk forrásmegjelöléseként.